# Calvarrasa de Arriba
Calvarrasa de Arriba è un comune spagnolo di 662 abitanti situato nella comunità autonoma di Castiglia e León.